# Добрый (Орловская область)
Добрый — посёлок в Орловской области России. Административный центр Сабуровского сельсовета Орловского района. В рамках организации местного самоуправления входит в Орловский муниципальный округ.

## География
Расположен в 21 км к юго-западу от центра города Орла.

## Население
| 2002 | 2010  |
| ---- | ----- |
| 1378 | ↗1585 |

Согласно результатам переписи 2002 года, в национальной структуре населения русские составляли 95 % от жителей.

## История
В 1961 году указом Президиума Верховного Совета РСФСР посёлок Бутылки переименован в Добрый.
С 2004 до 2021 гг. в рамках организации местного самоуправления посёлок являлся административным центром Сабуровского сельского поселения, упразднённого вместе с преобразованием муниципального района со всеми другими поселениями путём их объединения в Орловский муниципальный округ.